# Wolfgard Voß
Wolfgard „Wolfi“ Voß (* 24. Juni 1926 in Oldenburg als Wolfgard Mönning; † 7. Juli 2020 ebenda) war eine deutsche Turnerin.

## Karriere
Wolfgard Voß wurde bei den Olympischen Spielen 1952 in Helsinki mit der deutschen Mannschaft Fünfte im Mannschaftsmehrkampf und Vierte in der Gruppengymnastik. Ihr bestes Einzelresultat erzielte sie mit Rang 27 im Sprung.
Darüber hinaus nahm Voß an den Weltmeisterschaften 1954 teil, wo sie mit der deutschen Mannschaft im Mehrkampf Fünfte wurde.
Beruflich war Voß als Sportlehrerin tätig. Von 1948 bis 1955 war sie Leiterin der Turnabteilung des VfL Oldenburg.